# Harkányi János (politikus)
Taktaharkányi báró Harkányi János Albert Fülöp (Pest, 1859. április 6. – Budapest, 1938. november 18.) zempléni földbirtokos, bankár, Magyarország kereskedelemügyi minisztere 1913. július 13-a és 1917. június 15-e között, a szabadelvű párti országgyűlési képviselő.

## Élete
A nemesi származású taktaharkányi báró Harkányi család sarja. Apja báró Harkányi Frigyes (1826–1919), szabadelvű párti politikus, főrendiházi tag, anyja  ászodi báró Podmaniczky Zsuzsanna (1838–1923). Apai nagyszülei Koppely Fülöp (1801–1873), pesti nagykereskedő, földbirtokos, a Magyar Központi Vasúttársaság igazgatója és kapriorai Wodianer Karolina (1806–1856) asszony voltak. Apai nagyapja, Koppely Fülöp 1867. február 15-én nemesi címeres levelet kapott I. Ferenc Józseftől, és ezzel együtt nevét Harkányira változtatta. Az adományozásban Koppely Fülöp a „taktaharkányi” nemesi előnevet is megszerezte. Az anyai nagyszülei aszódi báró Podmaniczky János (1780–1883), földbirtokos és hódosi Hódossy Mária (1805–1841) voltak. Harkányi János bárót a római katolikus vallásban keresztelték meg 1859. április 13-án a szentistvánvárosi plébánián és a keresztszülei az anyai nagybátyja kapriorai Wodianer Albert (1818–1898), a magyar főrendiház örökös tagja, a II. osztályú Vaskoronarend és a pápai Szent Gergely rend tulajdonosa, valamint a felesége borosjenői Atzél Zsófia (1830–1915) voltak.
Tanulmányait Budapesten, Hohenheimben és Halléban végezte. 1882-től zempléni nagybirtokán gazdálkodott. Híres ménese és versenyistállója volt; 1890-ben alapította a taktaharkányi birtokán és 1894-ben helyezte át Abonyba, ahol tágas kastélyt is örökölt apjától. Jelentős 11 000 holdas földbirtoka volt a Zemplén vármegyei Szerencs melletti Taktaharkányban. Több mint 1000 holdon termelt cukorrépa, házilag termelt répamag termelése. Állattenyésztést is folytattak a Gomborka-major, Csatti-major, jajhalompusztai, újsiskai és fajhalomi majorok földjein. A majorok modern anyagokból épültek; a betonistállók fedélzete cement alapzatú és Eternit-fedésű, ugyanolyan nagy alapterületű magtárakká voltak kiépítve, ahol a termények száraz, szellős és megfelelő elhelyezést nyertek és feleslegessé tettek külön magtárak építését. Az uradalmak központja az "Újvilág" tanya volt, ahol gyakran lakott családjával a kastélyában.
1896-tól 1902-ig szabadelvű párti országgyűlési képviselő. 1903-tól főrendiházi, 1927-től felsőházi tag. 1902-től a Magyar Cukoripar Rt. elnöke. 1913. július 13-tól 1917. június 15-ig Tisza István kormányában kereskedelemügyi miniszter. Ebben az állásában rendkívül sokoldalú tevékenységet fejtett ki és különösen a háború alatt volt gondos őre a magyar ipar és kereskedelem érdekeinek, amikor azokat a hadseregszállításoknál Ausztriával szemben védeni kellett. Tisza Istvánnal együtt mondott le 1917. június 15-én. Onnantól fogva továbbra is a közgazdasági élet egyik vezető egyénisége, egyebek mellett a Magyar Általános Hitelbank elnöke. A Horthy-korszak gazdasági életének egyik vezető személyisége volt. A Ganz és Társa Danubius Rt. alelnöke, a Ganz Villamossági Rt. és a Stühmer Cukorgyári Rt. elnöke és számos ipari és kereskedelmi vállalat igazgatóságának tagja lett.

## Házassága és leszármazottjai
Első feleségével, a saját elsőfokú unokatestvérével, taktaharkányi báró Harkányi Mária (Pest, 1863. február 3.) kisasszonnyal 1882. november 23-án kötött házasságot; taktaharkányi Harkányi Máriának a szülei taktaharkányi báró Harkányi Károly (1832–1901), a Főrendiház örökös tagja, földbirtokos monostori Vörös Emília (1833–1900) asszony voltak. Harkányi Mária bárónő házassági bontópert indított férje Harkányi János báró ellen. Harkányi Mária bárónő második férje, miklósvári Miklós Gyula (1855–1923) országgyűlési képviselő, Borsod vármegye főispánja, akivel Budapesten 1891. december 20-án kötött házasságot. A második férjétől is elvált Harkányi Mária bárónő, majd cziráki és dénesfalvi gróf Cziráky János (1854–1927), aki jelenleg Hohenlohe herceg uradalmaink jószágkormányzója, 1903. július 7-én törvényes frigyre lépett Budapesten a bárónővel. Ugy a vőlegény, mint a menyasszony a sorsnak sok változását tapasztalta. Cziráky János gróf régebben egy dúsgazdag békésmegyei mágnásnak volt veje, házassága azonban nem volt boldog, mert neje elvált tőle. Harkányi János báró és Harkányi Mária bárónő házasságából született:
- Harkányi Margit Emília Sarolta Mária (Szerencs, 1883. szeptember 6.–Szerencs, 1891. március 29.)[15]
- báró Harkányi Sándor Albert Frigyes (Budapest, 1887. február 21.), aranysarkantyús vitéz, földbirtokos.[16] Felesége: Payer Edit.
- báró Harkányi Ilona Mária Sarolta Eleonóra (Budapest, 1889. október 30.). Férje, gróf Degenfeld-Schomburg Miklós.

1895 február 16-án Budapesten feleségül vette a nemesi származású verebi Végh Ilona (Budapest, 1873. január 13.–Budapest, 1933. május 24.) kisasszonyt, akinek a szülei verebi Végh János (1845–1918), kúriai bíró, földbirtokos és bezerédi Bezerédj Angéla (1847–1937) voltak. Az ősrégi dunántúli előkelő nemesi bezerédi Bezerédj családból való Végh Jánosné Bezerédj Angélának a szülei bezerédi Bezerédj László (1813–1871) jogász, országgyűlési képviselő, felsőházi tag, földbirtokos és verebi Végh Angéla (1826–1881) asszony voltak; Harkányi János báróné Végh Ilonának az apai dédszülei Bezerédj György (1779–1863), alnádor, királyi tanácsos, földbirtokos és mezőszegedi Szegedy Antónia (1782–1842) voltak. Harkányi János báró és Végh Ilona házasságából született:
- báró Harkányi István (Budapest, 1896. január 20.–Galícia, 1916. március 18.), hadapród.[19]
- báró Harkányi Erzsébet (Budapest, 1901. február 10.–Budapest, 1942. március 25.).[20] 1. férje: vizeki és bélaházi báró Tallián Jenő (Budapest, 1894. április 14.–Budapest, 1926. január 15.) a cs. és kir. 9. sz. huszárezred tartalékos hadnagya, az I. és II. osztályú ezüst vitézségi érem és a Károly csapatkereszt tulajdonosa, földbirtokos.[21] 2. férje, báró ranisi Brandenstein Gyula Albert (Budapest, 1904. március 22.–Budapest, 1976. február 22.)